# Jean-Luc Lemire
Jean-Luc Lemire (né le 21 octobre 1954 à Lens) est un athlète français, spécialiste du 3 000 mètres steeple.

## Palmarès
- 13 sélections en équipe de France A (steeple, 5000 m, 10 000 m, cross et semi-marathon)
- 9 sélections en équipe de France Jeunes (steeple, 1500 m, 3000 m, cross)
- Membre de l'équipe de France championne du monde de cross-country à Glasgow en 1978[1].

Championnats de France Élite :
- - Champion de France du 3 000 mètres steeple en 1978 à Paris dans le temps de 8 min 33 s 8.